# Шишмановци
Шишмановићи (буг. Шишмановци) су средњовековна бугарска династија која је последња владала Другим бугарским царством. Династија је названа по кнезу Шишман, оснивачу династије.

## Владари из породице Шишмановића
Владари Видинске кнежевине:
- Шишман I, кнез (1280 — 1308)
- Михајло I, кнез (1308 — 1323) и цар Трновског царства (1323 — 1330)
- Белаур, кнез (1323 — 1337)
- Михајло II, кнез (1337 — 1356)
- Шишман II, кнез (1356)
- Страцимир, цар (1360 — 1396)
- Константин, цар (1396 — 1419)
- Фружин, кнез (1454 — 1460), за време турске владавине
- Стојан, кнез (1460 — 1480), за време турске владавине
- Михајло III, кнез (1480 — 1492), за време турске владавине

Владари Карвунске кнежевине:
- Страцимир, кнез (1324 — 1330)

Владари Трновског царства:
- Михајло III, цар (1323 — 1330)
- Стефан, цар (1330 — 1331)
- Александар, цар (1331 — 1371)
- Шишман, цар (1371 — 1395)
- Теодор Балина, кнез (1598), за време турске владавине
- Ростислав Стратимировић, кнез (1686), за време турске владавине

Владари Валонске кнежевине:
- Јован Комнин, кнез (1345 — 1363)
- Александар, кнез (1363 — 1371)

Остали владари:
- Кераца, царица византијска, супруга цара Андроника IV
- Кера Тамара, царица турска, супруга султана Мурата I
- Јелена, царица српска, супруга цара Душана
- Доротеја, краљица босанска, супруга краља Твртко I

## Галерија
- Кнез Михајло II
- Цар Александар
- Принцеза Кера Тамара